# Adrien Fourmaux
Adrien Fourmaux (Francia; 3 de mayo de 1995) es un piloto de rally francés que compite en el Campeonato del Mundo de Rally con el equipo Hyundai Shell Mobis WRT.

## Trayectoria
En 2018, Fourmaux ganó la categoría Junior del Campeonato de Francia de Rallyes, este hecho hizo que la Federación Francesa de Automovilismo le ofreciera un programa de cinco rallyes en el WRC-2 en 2019 apoyado por la empresa Yacco y Michelin. Este apoyo fue aumentando hasta llegar a los nueve rallyes disputados cinco en el WRC-2 y cuatro rondas extra no válidas para el campeonato. Fourmaux tuvo un debut mundialista soñado, en el Rally de Montecarlo, terminó el rally en la segunda posición. Consiguió otro podio en Rally de Gran Bretaña en donde terminó tercero ganando además dos etapas.
En 2020, Fourmaux fue fichado por la escudería M-Sport Ford WRT para disputar con ellos la temporada 2020 del WRC-2. Disputó seis de las siete carreras de la temporada que estuvo marcada por la pandemia de COVID-19. Consiguió tres segundos puestos en Montecarlo, Estonia y Turquía, Mads Østberg lo superó en el Monte y Estonia, y en Turquía fue superado por Pontus Tidemand. Estos podios sumados a los cuartos puestos puestos en Suecia y Monza le permitierón a Fourmaux terminar la temporada en la tercera posición. Además del programa en el WRC-2, Fourmaux disputó dos rondas del Campeonato de Europa de Rally, el Rally di Roma Capitale y el Rally Islas Canarias. En Italia, abandonó por un accidente en la segunda etapa y en España, Fourmaux ganó dos etapas y logró la victoria, la primera de su carrera profesional.
En 2021, M-Sport Ford WRT anunció su alineación y en ella Fourmaux además de correr en el WRC-2 fue designado como uno de los pilotos que correria con el Ford Fiesta WRC en rallyes seleccionados, demostrando la confianza que el equipo tiene en él. Fourmaux comenzó la temporada 2021 del WRC-2 como lo hizo en los últimos dos años: con un segundo puesto en el Rally de Montecarlo, en esta oportunidad terminó nuevamente detrás de un noruego, en lugar de ser Mads Østberg, ese año fue Andreas Mikkelsen quien terminó delante de él. El 23 de febrero en la previa del Rally del Ártico, el equipo M-Sport Ford WRT anunció que Fourmaux pilotaría el Ford Fiesta WRC en el Rally de Croacia. En el Ártico, Fourmaux no tuvo una de sus mejores actuaciones, tuvo una salida de pista en la sexta etapa y en la novena etapa su automóvil se detuvo, terminó el rally en la 48 posición. 
En su primera participación con un World Rally Car en Croacia, Fourmaux demostró un gran ritmo y velocidad en un automóvil con el cual había tenido muy poco tiempo de adaptación. Terminó diecinueve de las veinte etapas cronometradas entre los ocho mejores y en dos de ellas finalizó la etapa como el segundo más veloz. Terminó su primera participación en la máxima categoría de los rallyes en la quinta posición, siendo el mejor piloto del equipo en este evento. Gracias a su buen hacer en Croacia, Richard Millener, director del M-Sport Ford WRT anunció el 28 de abril que Fourmaux disputará el Rally de Portugal a bordo del Ford Fiesta WRC.
El 28 de mayo, pocos días después de finalizado el Rally de Portugal se anunció la lista de inscriptos para el Rally Safari, prueba que regreso al campeonato luego de 19 años, el M-Sport Ford WRT eligió a Fourmaux para ser el compañero de Gus Greensmith en este rally. En la prueba keniata, Fourmaux demostró un gran nivel, en un terreno desconocido y difícil logró terminar todas las etapas entre los diez primeros, ganando su primera etapa en el mundial en la décima especial, Malewa. Terminó el rally en la cuarta posición pero al cortar camino en la última etapa fue sancionado con 10 segundos que lo degradarón a la quinta posición. El 24 de julio, Fourmaux anunció por redes sociales que participara en el Rally de Ypres en uno de los Ford Fiesta WRC.

## Palmarés

### Títulos
| Año  | Título                           | Automóvil          |
| ---- | -------------------------------- | ------------------ |
| 2023 | Campeón de Rally del Reino Unido | Ford Fiesta Rally2 |

### Victorias en el ERC
| N.º | Rally                     | Año  | Copiloto      | Automóvil          |
| --- | ------------------------- | ---- | ------------- | ------------------ |
| 1   | 44.º Rally Islas Canarias | 2020 | Renaud Jamoul | Ford Fiesta Rally2 |

## Resultados

### Campeonato Mundial de Rally
| Año  | Equipo                  | Automóvil            | 1       | 2       | 3       | 4      | 5       | 6       | 7      | 8       | 9       | 10     | 11     | 12     | 13      | 14    | Pos. | Puntos |
| ---- | ----------------------- | -------------------- | ------- | ------- | ------- | ------ | ------- | ------- | ------ | ------- | ------- | ------ | ------ | ------ | ------- | ----- | ---- | ------ |
| 2019 | Adrien Fourmaux         | Ford Fiesta R5       | MON 10  |         |         | FRA 30 | ARG     | CHL     | POR 13 |         |         | GER 23 | TUR    | GBR 15 |         |       | 28.º | 1      |
| 2019 | Adrien Fourmaux         | Ford Fiesta R2       |         | SWE 45  | MEX     |        |         |         |        | ITA 36  | FIN 23  |        |        |        |         |       | 28.º | 1      |
| 2019 | Adrien Fourmaux         | Ford Fiesta Rally2   |         |         |         |        |         |         |        |         |         |        |        |        | ESP 32  | AUS C | 28.º | 1      |
| 2020 | M-Sport Ford WRT        | Ford Fiesta Rally2   | MON 15  | SWE 18  | MEX     | EST 13 | TUR 9   | ITA Ret | MNZ 49 |         |         |        |        |        |         |       | 22.º | 2      |
| 2021 | M-Sport Ford WRT        | Ford Fiesta Rally2   | MON 9   | ART 48  |         |        | ITA 30  |         | EST 12 |         |         |        |        |        |         |       | 10.º | 42     |
| 2021 | M-Sport Ford WRT        | Ford Fiesta WRC      |         |         | CRO 5   | POR 6  |         | SAF 5   |        | BEL Ret | GRE 7   | FIN 7  | ESP 16 | MNZ 56 |         |       | 10.º | 42     |
| 2022 | M-Sport Ford WRT        | Ford Puma Rally1     | MON Ret | SWE Ret | CRO Ret | POR 9  | ITA Ret | SAF 13  | EST 7  | FIN 18  | BEL Ret | GRE WD | NZL WD | ESP 8  | JPN WD  |       | 16.º | 13     |
| 2023 | M-Sport Ford WRT        | Ford Fiesta Rally2   | MON 13  | SWE     | MEX 16  | CRO 12 | POR 15  | ITA Ret | SAF    | EST     | FIN 8   | GRE 11 | CHL    | EUR 8  |         |       | 20.º | 8      |
| 2023 | M-Sport Ford WRT        | Ford Puma Rally1     |         |         |         |        |         |         |        |         |         |        |        |        | JPN Ret |       | 20.º | 8      |
| 2024 | M-Sport Ford WRT        | Ford Puma Rally1     | MON 5   | SWE 3   | SAF 3   | CRO 17 | POR 4   | ITA 17  | POL 3  | LAT 4   | FIN 3   | GRE 21 | CHL 5  | EUR 32 | JPN 3   |       | 5.º  | 162    |
| 2025 | Hyundai Shell Mobis WRT | Hyundai i20 N Rally1 | MON 3   | SWE 40  | SAF 16  | ESP 5  | POR Ret | ITA 20  | GRE 3  | EST 5   | FIN     | PAR    | CHL    | EUR    | JPN     | SAU   | 6.º* | 71*    |

- * Temporada en curso.

### WRC-2
| Año  | Equipo           | Automóvil          | 1     | 2     | 3     | 4     | 5      | 6       | 7     | 8   | 9     | 10    | 11  | 12    | 13     | 14    | Pos. | Puntos |
| ---- | ---------------- | ------------------ | ----- | ----- | ----- | ----- | ------ | ------- | ----- | --- | ----- | ----- | --- | ----- | ------ | ----- | ---- | ------ |
| 2019 | Adrien Fourmaux  | Ford Fiesta R5     | MON 2 | SWE   | MEX   | FRA 9 | ARG    | CHL     | POR   | ITA | FIN   | GER 8 | TUR | GBR 3 |        |       | 13.º | 39     |
| 2019 | Adrien Fourmaux  | Ford Fiesta Rally2 |       |       |       |       |        |         |       |     |       |       |     |       | ESP 13 | AUS C | 13.º | 39     |
| 2020 | M-Sport Ford WRT | Ford Fiesta Rally2 | MON 2 | SWE 4 | MEX   | EST 2 | TUR 2  | ITA Ret | MNZ 4 |     |       |       |     |       |        |       | 3.º  | 78     |
| 2021 | M-Sport Ford WRT | Ford Fiesta Rally2 | MON 2 | ART 9 | CRO   | POR   | ITA 6  | SAF     | EST 4 | BEL | GRE   | FIN   | ESP | MNZ   |        |       | 10.º | 48     |
| 2023 | M-Sport Ford WRT | Ford Fiesta Rally2 | MON 5 | SWE   | MEX 7 | CRO 4 | POR 10 | ITA Ret | SAF   | EST | FIN 2 | GRE 4 | CHL | EUR   | JPN    |       | 8.º  | 67     |

### ERC
| Año  | Equipo           | Automóvil          | 1       | 2   | 3   | 4   | 5     | Pos. | Puntos |
| ---- | ---------------- | ------------------ | ------- | --- | --- | --- | ----- | ---- | ------ |
| 2020 | M-Sport Ford WRT | Ford Fiesta Rally2 | ITA Ret | LAT | PRT | HUN | ESP 1 | 10.º | 37     |